# Вежбе (Олеський повіт)
Вежбе (пол. Wierzbie) — село в Польщі, у гміні Прашка Олеського повіту Опольського воєводства.
Населення — 595 осіб (2011).
У 1975-1998 роках село належало до Ченстоховського воєводства.

## Демографія
Демографічна структура станом на 31 березня 2011 року:
|          | Загалом | Допрацездатний вік | Працездатний вік | Постпрацездатний вік |
| -------- | ------- | ------------------ | ---------------- | -------------------- |
| Чоловіки | 322     | 75                 | 207              | 40                   |
| Жінки    | 273     | 41                 | 167              | 65                   |
| Разом    | 595     | 116                | 374              | 105                  |